# Diana Gutiérrez Valtierra
Diana Estefanía Gutiérrez Valtierra (San Francisco del Rincón, Guanajuato; 11 de marzo de 1991) es una política mexicana, miembro del Partido Acción Nacional. Es diputada federal para el periodo de 2024 a 2027.

## Biografía
Es licenciada en Negocios Internacionales. En 2013 fue encargada de Servicios Generales de la empresa Kasai Mexicana S. A. de C. V. De 2012 a 2013 fue coordinadora de atracción de inversiones de la dirección de Economía y de 2013 a 2015 fue apoyo de comunicación estratégica en la coordinación General de Comunicación social, ambos del municipio de León en el ayuntamiento presidido por Bárbara Botello Santibáñez.
De 2015 a 2015 fue ejecutiva de relaciones públicas de la Secretaría Particular del gobernador de Guanajuato y de 2015 a 2018 coordinadora de Proyectos de la Secretaría de Gobierno, en el gobierno de Miguel Márquez Márquez, y de 2018 a 2021 fue secretaria ejecutiva del gobernador de Guanajuato Diego Sinhue Rodríguez Vallejo.
En 2021 fue elegida diputada federal por el principio de representación proporcional a la LXV Legislatura. En ella fue secretaria de la comisión de Vigilancia de la Auditoría Superior de la Federación; e integrante de las comisiones de Economía, Comercio y Competitividad; y, de Juventud; así como secretaria de la Mesa Directiva.